# 강맹경
강맹경(姜孟卿, 1410년 ~ 1461년)은 조선 세조대 영의정을 지낸 문신이다. 자는 자장(子章), 시호는 문경(文景), 본관은 진주(晉州)이다.

## 생애
지창녕현사(知昌寧縣事) 강우덕(姜友德)과 지보주사(知甫州事) 이혜(李惠)의 딸 이씨 사이에서 태어났다. 1426년(세종 8)에 진사시에 합격, 1429년에 문과에 급제하여 사인, 지승문원사, 집의를 지냈다. 1451년(문종 1) 우부승지에 임명되고, 이듬해 도승지의 자리에 올랐다. 1453년(단종 1) 이조참판에 임명되었고 예문관제학, 의정부우참찬 등도 지냈다. 계유정난에서 세조의 집권에 공이 있어 좌익공신 2등에 책록되고 진산부원군(晋山府院君)에 봉해졌다. 1456년(세조 2) 좌찬성에 임명되었고 이듬해에는 우의정, 그 이듬해에는 좌의정, 1459년 마침내 벼슬이 영의정에 이르렀다. 담론에 능하고 학문이 깊어 황희의 밑에 있을 때 매우 촉망을 받았다고 한다.

## 사후
《양평 신복리 강맹경 묘역》은 경기도 양평군 옥천면 신복리에 있다. 묘역은 크게 봉분·묘비·상석이 있는 부분과 장명등(長明燈:무덤 앞에 있는 돌로 만든 등)·문인석이 있는 부분으로 구분된다. 오른쪽 무인석 뒤에는 신도비(神道碑:왕이나 고관 등의 평생 업적을 기리기 위해 무덤 근처 길가에 세우던 비)가 있는데, 신숙주가 글을 짓고 강희안이 글씨를 써서 세조 8년(1462)에 세운 것이다. 1994년 12월 24일 경기도의 기념물 제154호로 지정되었다. 시호는 문경(文景)이다.
그의 할아버지 강회백의 둘째 딸은 개국공신 남은의 아들 남경우南景祐)와 혼인했다. 그런데 그의 손녀이자 장남 강윤범(姜允範)의 딸은 남경우의 아들 남희(南暿)와 결혼하였다.
강맹경의 후손들은 경기 이천시 장호원읍 나래2리에 집성촌을 이뤄 거주했고, 강맹경 사당을 만들어 매년 제를 지내고 있으며 사당 아래 그의 후손들 선산 묘를 자리하고 있다.

## 가족관계
- 증조부 : 강시(姜蓍, 1339 ~ 1400)
- 친조부 : 강회백(姜淮伯, 1357 ~ 1402)
- 조모 : 진주 하씨 - 진천군(晉川君) 하원정(河元正)의 딸
  - 숙부 : 강진덕(姜進德, 1387 ~ ?)
  - 아버지 : 강우덕(姜友德)
- 외조부 : 이혜(李惠)
  - 모친 : 재령 이씨
  - 장인 : 윤수미(尹須彌)
    - 처남 : 윤자(尹慈)
    - 처남 : 윤서(尹恕)
    - 처남 : 윤유(尹愈)
    - 처남 : 윤혜(尹惠)
    - 처남 : 윤민(尹慜, ? ~ 1504)
    - 부인 : 파평 윤씨
      - 장남 : 강윤범(姜允範)
      - 장녀 : 의령 남씨 남희(南暿)의 처
      - 차녀 : 밀양 박씨 박수장(朴壽長)의 처

## 관련 작품

### 드라마
- 《설중매》 (MBC, 1984년~1985년 배우:김현직)
- 《파천무》 (KBS2, 1990년~1990년 배우:강만희
- 《한명회》 (KBS2, 1994년~1994년 배우:김시원)
- 《왕과 비》 (KBS1, 1998년~2000년 배우:박영목)
- 《인수대비》 (JTBC, 2011년~2012년 배우:최홍일)